# Grote paradijsvogel
De grote paradijsvogel (Paradisaea apoda) is een zangvogel uit de familie van de paradijsvogels (Paradisaeidae). De wetenschappelijke naam van de soort werd in 1758 gepubliceerd door Carl Linnaeus.

## Kenmerken
De grote paradijsvogel kan ongeveer 35 cm lang kan worden, exclusief de lange staart bij het mannetje. Hij is 12 cm groter dan de kleine paradijsvogel, waar hij verder wel op lijkt. Het mannetje is kastanjebruin op de borst en heeft een bruingele rug en een donker smaragdgroene keel. Onder de groene keel heeft hij nog donkerbruine veren op de borst, terwijl de kleine paradijsvogel daar veel lichter kastanjebruin is. Hij is ook groter dan de rode paradijsvogel, die bovendien karmijnrode sierveren aan de flanken heeft, terwijl de grote paradijsvogel gele veren heeft die vervagen tot wit met daarin bordeauxrood (zie foto). Verder heeft hij twee lange, draadvormige sierveren die uit de staart steken.
Het vrouwtje is kastanjebruin met een donkerbruine kop. Zij verschilt van de andere paradisaea-soorten door haar grote formaat en relatief donkere buik, zonder strepen.

## Leefgebied
De grote paradijsvogel is een endemische vogelsoort van Nieuw-Guinea die voorkomt in laaglandbos en bossen in de heuvels (tot 900 m hoogte) in het zuidwesten van Papoea en Papoea-Nieuw-Guinea tot aan de Flyrivier, en op de Aru-eilanden.
Het dieet bestaat voornamelijk uit vruchten, zaden en kleine insecten.

## Status
De grote paradijsvogel is minder kwetsbaar dan soorten met een veel beperkter verspreidingsgebied en staat daarom als niet bedreigd op de Rode Lijst van de IUCN. Handel (levend, dood of in onderdelen) in deze vogelsoort is volgens de overeenkomst inzake de internationale handel in bedreigde soorten wilde dieren en planten (CITES) verboden.

### Mislukte introductie
Een kleine populatie (47 of 48 onvolwassen vogels van onduidelijk geslacht) werd in 1909-1912 door Sir William Ingram ingevoerd op Little Tobago, een eilandje ten noordoosten van Tobago in het Caraïbisch gebied. Het was een poging om de soort te behoeden voor uitsterven als gevolg van overbejaging voor de handel in exotische veren. De geïntroduceerde populatie bestond in 1955 nog uit minstens 11 vogels, en heeft in de tussentijd waarschijnlijk met succes gebroed. Na een hevige tropische orkaan in 1963 werden er in 1965/66 nog zeven vogels gezien. Daarna zijn er geen overtuigende waarnemingen gedaan en men vermoedt dat de populatie daar is uitgestorven.

Prent van een grote paradijsvogel (1838) gegraveerd door Massard naar een tekening van Antoine-Charles Vauthier